# Substituent
I organisk kemi er en substituent et atom eller en gruppe af atomer som tager et hydrogenatoms plads i en carbonkæde. Funktionelle grupper udgør en delmængde af alle substituenter.
| Kemi | Spire Denne artikel om kemi er en spire som bør udbygges. Du er velkommen til at hjælpe Wikipedia ved at udvide den. |